# Kid A
Kid A — четвёртый студийный альбом британской рок-группы Radiohead, выпущенный в 2000 году, дебютировавший на первом месте в британских и американских чартах и ставший платиновым в первый месяц продаж. Kid A был номинирован на премию «Грэмми» как «Лучший альбом года» и победил в номинации «Лучший альтернативный альбом». Подводя итоги десятилетия, ряд музыкальных изданий назвал Kid A лучшим альбомом 2000-х.
В январе 2025 года альбом был назван вторым лучшим альбомом первой четверти XXI века (занял 2-е место в списке The 250 Greatest Albums of the 21st Century So Far.

## Перед записью
После коммерческого успеха OK Computer в 1997 году участники Radiohead переживали творческий спад, а лидер группы Том Йорк переносил сильные психические и умственные расстройства. Позже, он объяснил своё состояние в британской ежедневной газете The Guardian.
Я всегда имел обыкновение использовать музыку, для того, чтобы двигаться дальше и разбираться с вещами, и я вроде чувствовал, что та вещь, которая помогла мне справиться со всем этим была продана кому-то по высокой цене, а я должен был просто предложить эту цену. И я не мог справиться с этим.
Йорк полагал, что его музыка стала, своего рода, частью постоянного фонового шума, который он называл «жужжанием холодильника» и при этом стал ещё более враждебно относиться к музыкальным СМИ. Он также говорил, что стал ещё более разочаровываться в «мифологии» рок-музыки, чувствуя при этом, что сам жанр изжил себя. Исходя из своих утверждений, Йорк начал слушать исключительно электронную музыку таких исполнителей как Aphex Twin и Autechre: «Это было глотком свежего воздуха для меня. Структура этой музыки совсем не имела в себе человеческого голоса. Но я чувствовал себя также эмоционально, так как я никогда не чувствовал себя слушая исключительно гитарную музыку». Йорк купил себе дом в Корнуолле, уделяя своё свободное время скалолазанию и рисованию, ограничивая свою музыкальную деятельность играя только на своём рояле. «Everything in Its Right Place» — первая композиция, которую он сочинил на нём, а сразу после этого он написал «Pyramid Song» (выпущенную в 2001 году на альбоме Amnesiac (с англ. — «Страдающий амнезией»)).
Барабанщик Фил Селуэй признавался, что Radiohead были обеспокоены тем, что успех OK Computer «превратил их в группу одного трека», что якобы намекало на то, что подобный успех им повторить не удастся, если они не прибегнут к использованию очередной уловки или хитрости. Басист группы Колин Гринвуд говорил следующее: «Мы чувствовали, что должны были изменить всё „от“ и „до“. Были и другие гитарные группы, пытающиеся каждый раз делать похожую музыку, но мы должны были двигаться дальше». Гитарист Эд О’Брайен надеялся на то, что четвёртый альбом группы включал в себя быстрые, и в то же время мелодичные гитарные песни, но Том Йорк в свою очередь, настоял на том, что бы все песни имели перед собой на первом плане ритм-секции, нежели мелодии, объясняя это тем, что все мелодии для него были бы «полнейшим разочарованием». Йорку нравилась идея того, чтобы использовать свой голос в качестве отдельного инструмента, не имеющего привычной ведущий роли, как на предыдущих пластинках группы, что якобы «отодвигало» Radiohead от традиционного способа написания песен, больше сосредотачивая внимания музыкантов на сочинении текстур и звуков.

## Запись
Radiohead начали работу над новым альбомом в Париже в январе 1999 года, в очередной раз заручившись поддержкой своего продюсера Найджела Годрича (работающего с группой ранее над OK Computer). Запись альбома не имела крайнего срока. Том Йорк, имевший наибольший контроль в группе, по-прежнему сталкивался с творческим кризисом. Его новые песни были неполными, а некоторые из них состояли из чего-то большего, чем просто обычных звуков и драм-партий. Также в репертуаре Йорка было и несколько песен, имеющих отчетливые куплеты и припевы. Вместо того, чтобы работать в привычном для себя стиле, участники группы экспериментировали с инструментами, среди которых были модульные синтезаторы и волны Мартено (в придачу к этому инструменту, группа стала использовать различное программное обеспечение, такое как Pro Tools и Steinberg Cubase для редактирования своих записей и манипулирования над ними).
Музыкантам пришлось нелегко приспосабливаться к изменению музыкального направления, на котором Йорк всё время настаивал. Гитариста Джонни Гринвуда беспокоило то, что «резкий переход к электронике и цифровым экспериментам в итоге мог показаться чересчур беспричинным». А его брат Колин боялся: «какой-то ужасно бредовый арт-рок просто ради интереса. При этом выглядит так, будто пытаешься поранить часть своего лица просто назло самому себе». По словам Тома Йорка, Годрич «не понимал, почему, если мы были сильны в чём-то одном, мы хотели сделать что-то другое. Но в то же время он доверял мне, чтобы иметь представление о том, чего хотел я». Музыкантам пришлось принять тот факт, что не каждый член группы имел возможность участвовать при записи каждой песни, что изначально становилось причиной конфликтов. В марте, группа переехала в «Medley Studios» в Копенгаген на две недели. По словам О’Брайена, на сессиях было произведено около 50 рулонов записных лент, каждая из которых содержала около 15 минут музыки, при этом ни одна из них не была завершённой. В апреле Radiohead возобновили записи в особняке Глостершира. Отсутствие конечных сроков и количества нереализованных идей не позволяло группе полностью сосредоточиться на записи альбома и они согласились на какое-то время остановить запись при этом так и не решившись на том, что альбом стоил того, чтобы его выпускать.
В начале 2000 года, Джонни Гринвуд, будучи единственным участником Radiohead полностью обученным музыкальной теории, сочинил струнную аранжировку для песни «How to Disappear Completely» с помощью мульти-слежения своих волн Мартено. Струнная партия была исполнена оркестром св. Джона и записана в Дорчестерском аббатстве в Оксфордшире. Гринвуд выбрал именно этот оркестр так как он участвовал ранее в создании пьес Кшиштофа Пендерецкого — одного из любимых его композиторов. Он также подтвердил, что лидер оркестра, Джон Лаббок, призвал своих музыкантов к экспериментации и к «уверенному использованию своих наивных идей».
Том Йорк, в свою очередь, записал «Motion Picture Soundtrack» с помощью фисгармонии, будучи при этом под влиянием творчества Тома Уэйтса, а Гринвуд добавил к песне образцы арф, пытаясь воссоздать атмосферу диснеевских фильмов 50-х годов. Позже, используя шаблоны своей драм-машины и модульные синтезаторы, Гринвуд построил основную часть композиции «Idiotique», которая позже стала многими признаваться в качестве самой определяющей композицией «нового звучания» группы. Почувствовав некую «нужду хаоса» в композиции, Джонни стал больше экспериментировать с найденными звуками и сэмплами. Он предоставил Йорку незаконченную 50-ти минутную запись, из которой взял лишь короткий отрезок для записи песни. Гринвуд не мог вспомнить, откуда именно он взял ту четырёх-аккордную фразу с синтезатора, но позже он понял, что позаимствовал этот образец из «Mild und Leise» — музыкальной композиции записанной Полом Лански и выпущенную в 1976 году на сборнике ''First recordings — Electronic Music Winners". Лански позволил Radiohead использовать образец, после того как Гринвуд отправил ему копию песни.
Йорк использовал демоверсию песни «The National Anthem» при записи альбома, которую написал ещё в школе. Барабанную и бас-партии Radiohead написали в 1997 году, намереваясь сделать из них би-сайд для композиций из OK Computer, но в конечном итоге, сохранили их для записи последующего альбома.
Эксперименты со звуком, на которые OK Computer только скромно намекал, приобрели в Kid A довлеющий характер. Минимум гитар, максимум электронного звучания. Драм-машины, духовые инструменты, компьютерные эффекты, и, ставшей своеобразной торговой маркой Джонни Гринвуда волны Мартено — далеко не весь перечень новых музыкальных деталей, дополнивших музыкальный стиль Radiohead в то время.
В период записи Kid A, группа также работала над несколькими песнями, которые так и не были завершены до начала записей последующих альбомов, среди них были: «I Will» и «Wolf at the Door» (для Hail to the Thief), «Nude» (для In Rainbows), «Burn the Witch» и «True Love Waits» (для A Moon Shaped Pool).
19 апреля 2000 года, Йорк написал на официальном сайте группы: «Вчера мы закончили запись. Я свободен и счастлив, и теперь я иду гулять в парк». После завершения работы над более двадцатью песнями, группа стала рассматривать их выпуск в формате двойного альбома, изо всех сил пытаясь найти подходящий трек-лист. Вместо этого, они сохранили большую часть своего материала для альбома Amnesiac, выпущенного на восемь месяцев позже своего предшественника. Kid A был полностью смастерирован Крисом Блэром на студии Эбби-Роуд в Лондоне.

## Композиции
Композиции для Kid A были написаны под влиянием музыки таких исполнителей как Aphex Twin и Autechre, играющих в основном IDM, а также других музыкантов на Warp Records. Среди них была также исландская певица Бьорк, чья песня «Unravel» с альбома Homogenic (с англ. — «Гомогенный»), была одной из любимых у Йорка и иногда исполнялась в качестве вступления к «Everything in Its Right Place». В период записи, Radiohead черпали вдохновение из альбома Remain in Light (с англ. — «Оставайся на свету») группы Talking Heads, при этом приняв участие в концерте группы Underworld, что помогло возобновить энтузиазм оксфордширских музыкантов в трудный для них момент. Они также слушали абстрактный хип-хоп исполнителей из лейбла Mo’ Wax, в частности DJ Krush и Blackalicious.
Kid A иногда относят к жанру пост-рок, в связи с минималистским стилем и акцентом на текстуры. Кроме того, пластинку также относят к электронике и экспериментальному року. Гитарные соло Джонни Гринвуда являются менее заметными по сравнению с предыдущими альбомами группы. Тем не менее, гитарные партии всё ещё присутствовали на нескольких треках, среди которых были «How to Disappear Completely», «Optimistic» и «In Limbo».
- Everything in Its Right Place (с англ. — «Всё на своём месте») — первый «по-настоящему» электронный трек Radiohead, вышедший в альбомном формате. В композиции засемплирован голос Йорка, произносящего «Everything in its right place» и «Yesterday I woke up sucking a lemon» (рус. «Вчера я проснулся с кислой миной»). Исполнение трека живьём, как правило, заканчивается программным воздействием на голос Йорка, заключающемся в обильном использовании аналоговых эффектов, и создающем ощущение тональной и ритмической многомерности происходящего. Песня открывает звуковую дорожку фильма Кэмерона Кроу «Ванильное небо» (англ. Vanilla Sky) 2001 года.
- Kid A (с англ. — «Ребёнок А») — типичный пример композиции в стиле IDM. Трек максимально «наэлектризован» (не присутствует ни одного «живого» инструмента, по крайней мере неискажённого), интересно звучат клавишные, дающие «ледяной» эффект, вокал пропущен через волны Мартено, что даёт эффект необычного вокодера. Том объясняет, что сделано это для того, чтобы «дистанцироваться» от повествования песни, содержание которой (видимо, по каким-то интимным причинам) он находит болезненным для себя.
- The National Anthem (с англ. — «Государственный гимн») звучит на альбоме с большим количеством «фузза». Голос в песне почти «сухой» (без каких-либо эффектов), волны Мартено были использованы снова, всего лишь повторяя мелодию голоса. В заключительной части песни вступают духовые инструменты, создающие эффект торжественного хаоса, который был назван в одной статье звучанием «духового оркестра, входящего в кирпичную стену»[25]. Несмотря на хаотичность исполнения, для духовых была написана партитура Джонни Гринвудом, который, вместе с Томом, также «дирижировал» музыкантами в студии, «дирижирование» заключалось в ужимках и прыжках Джонни и Тома[26], что, видимо, всё же передало исполнению нужную степень экспрессии. «В живую» партию духового хаоса исполняет Том на своей гитаре, причём её партия не имеет ничего общего с партией духовых на альбоме, и, тем не менее, так званая «торжественная хаотичность» кода сохраняется.
- How to Disappear Completely (с англ. — «Как исчезнуть окончательно») была написана в июле 1997 года после концерта на фестивале Гластонбери. Тогда перестало работать освещение, а затем и мониторы, Том не слышал себя и не попадал в ритм и только остальные участники группы уговорили его не уходить со сцены. После концерта Том испытывал сильнейшую усталость и нежелание продолжать выступление; он позвонил своему другу Майклу Стайпу за советом, и тот посоветовал ему: «запри двери; задёрни шторы; спокойно и тихо повторяй про себя: это не я — я не здесь — этого не происходит…», и так на свет появилась ещё одна песня. На записи Том ограничил своё участие, отдав аранжировку на откуп Джонни, а сам ограничился пением и акустической гитарой. Гринвуд написал музыку для хора диссонирующих скрипок, помещённых как «белый шум» на заднем плане. Студийный вариант записан в аббатстве вместе с оркестром Св. Джона.
- Treefingers (с англ. — «Пальцы деревьев») — собственно не песня, а композиция в жанре эмбиент — медленная электроника, внутри которой будто плавают осколки тягучей мелодии гитары Эда О’Брайена.
- Optimistic (с англ. — «Оптимистичный») — наименее электронный и наиболее гитарный трек на всей пластинке. Студийная версия более медленна и протяжна, чем живая. Ключевая фраза песни — «If you try the best you can, the best you can is good enough» (с англ. — «Если ты стараешься изо всех сил, то этого достаточно»). Эта фраза — одна из любимых фраз Рэйчел, девушки Тома. Вместе с 'Idioteque' этот трек (несмотря на отказ группы выпускать синглы к новому альбому) был выбран звукозаписывающей компанией для релиза сингла, исключительно для радиостанций, в промо-целях. Участники группы были разочарованы тем фактом, что для эфира выбрали «что-то попроще». «Что поделаешь, — вздыхает Том. — Наверное мы были не правы, отказавшись выпускать синглы. Вот они сами и выбрали».
- In Limbo (с англ. — «В неизвестности») — одна из первых песен, определившихся в новый альбом. Из дневника Эда о создании песни стало известно, что первая версия была записана уже в Париже, и тогда имела рабочее название 'Lost at Sea'. Том записал на магнитофон вокальную партию, сидя за рулём своей машины. Работа над песней продолжилась в Англии уже под другим названием. Колин рассказал, что в записи поучаствовал и Годрич — но не в обычном качестве звукоинженера; он присоединился в качестве исполнителя на бубне, партия которого казалась группе абсолютно необходимой для этой песни.
- Idioteque (с англ. — «Идиотека») — самая неестественная, новаторская, неожиданная композиция для гитарной, в не столь уж далёком прошлом, группы: Том Йорк исполняет вокальную партию в техно-стиле Aphex Twin. В песне использован семпл органа, но кроме него, в «Idiotique» больше нет ничего, кроме ударных и надрывающегося вокала Йорка. «Idioteque» была создана на основе бита драм-машины, созданного Гринвудом с помощью модульного синтезатора. Он включает в себя сэмпл из электронной композиции «Mild und Leise» Пола Лански, взятый из альбома экспериментальной музыки 1976 года Electronic Music Winners. Гринвуд дал Йорку 50 минут импровизации, тот взял небольшой отрывок и использовал его для написания песни. Йорк сказал, что это была «попытка запечатлеть тот взрывной битовый звук, когда вы находитесь в клубе, а акустическая система звучит так громко, что вы понимаете, что это наносит ущерб».
- Текст песни Morning Bell (с англ. — «Утренний звонок») был написан Томом по методу дадаистов: клочки скопившихся в мозгах и перенесенных на бумагу строчек кладутся в шляпу, перемешиваются, затем в случайном порядке извлекаются и формируют образный ряд. Строчка «Cut the kids in half» (с англ. — ««Разрежьте детей пополам»») — подсказывает, что песня про развод, разрушение семьи; но — это всего лишь одна из строчек. Сам Том говорил, что песня про его старый дом. В интервью на MTV он рассказал (о доме), например, что в его стенах обитало привидение: «Жалко, но мы его прикончили, обновляя штукатурку».
- Последняя песня четвёртого альбома — Motion Picture Soundtrack (с англ. — «Саундтрек к кинофильму») — одна из самых старых, написанная раньше чем «Creep». Очень медленная и плавная; Том играл на органе, а Джонни записал для этой композиции семплы арфы.

## Название и обложка
Название «Kid A» произошло от названия одного из секвенсоров группы — аппаратно-программного устройства для записи в реальном времени. Йорк признался, что в названии альбома его привлекало вовсе не его значение: «Если вы называете альбом чем-нибудь конкретным, то это позволяет вести запись определённым образом».
Оформление и упаковка альбома были придуманы Томом Йорком и художником Стэнли Донвудом, ранее работавшего с группой со времён выхода их второго альбома в 1995 году. Во время работы над художественным оформлением альбома, Донвуд и Йорк были буквально одержимы веб-сайтом «Worldwatch Institute», который по словам Йорка «был полон страшных статистических данных о таянии полярных ледников, а также изменениях характера погоды». Это вдохновило их использовать изображение горного хребта на обложке. Донвуд утверждал, что видел горы «словно как некие пейзажи во власти какой-то катастрофической силы существующих в них».
Создание обложки было также вдохновлено фотографией, сделанной во время войны в Косово. Донвуд рисовал на больших полотнах ножами и тростями, а после этого редактировал снимки своих картин в фотошопе.
Красный бассейн на задней стороне диска, был создан художником под влиянием графического романа 1998 года, написанного Аланом Муром и Биллом Сенкевичем, в котором число погибших людей от государственного терроризма измерялось в 50 галлонов плавательных бассейнов, наполненных кровью. Донвуд говорил, что это изображение «преследовало» его в то время, когда группа записывала альбом, назвав его «символом надвигающейся опасности и разрушенных ожиданий».

## Продвижение и концертный тур
Ажиотаж перед выходом альбома был очень высок. Журнал Spin описал это явление как: «самая ожидаемая рок-пластинка со времен In Utero Нирваны». После того, как публичное продвижение OK Computer привело лидера группы Тома Йорка к «эмоциональному опустошению», другие участники группы решили свести к минимуму свое участие в маркетинге альбома, проведя всего несколько фотосессий и интервью. Radiohead хотели представить свой новый альбом в качестве «сплочённой работы» не выпуская при этом ни синглов, ни видеоклипов, что было для них впервые. Тактика продвижения альбома заключалась в отсутствии какого-либо продвижения (в традиционном его понимании). Radiohead ограничились выпуском коротких анимаций, с продолжительностью не более чем 30 секунд, в духе экспрессионистского минимализма, граничащего с панком, трэшем и шизофренией, которые недолгое время показывали на MTV в качестве заставок, но в основном находились в свободном доступе в интернете.
Роб Гордон, вице-президент по маркетингу в Capitol Records (американской дочерней компании лейбла EMI), высоко оценил альбом, но при этом отметил, что продвижение альбома стало, в своем роде, настоящим «бизнес-испытанием» для группы. MTV, KROQ и WBMP проигрывали альбом во всей его полноте. Никакие другие предварительные копии альбома не были распространены, но несмотря на это, играли при контролируемых условиях для критиков и поклонников. По словам одного из наблюдателей, один критик назвал альбом «коммерческой предсмертной запиской».
В начале 2000 года Radiohead гастролировали по Средиземному морю, впервые исполняя песни с Kid A и Amnesiac. К тому времени, название альбома было оглашено в середине 2000 года. Поклонники группы стали обмениваться концертными бутлегами с помощью службы равноправных узлов Napster. Колин Гринвуд говорил: «Мы играли в Барселоне и на следующий день всё наше выступление было опубликовано в Napster. Три недели спустя, когда мы приехали в Израиль, чтобы отыграть очередной концерт, зрители знали наизусть слова всех наших новых песен, и это было замечательно». Альбом был выложен в Napster за три недели до релиза. Том Йорк отреагировал на это с небольшим контрастом в своих словах: «Napster поддерживает энтузиазм к музыке, в том виде, который музыкальная индустрия уже давно забыла». В конце 2000 года Radiohead гастролировали по Европе без корпоративных логотипов, всё также играя новые песни. Группа также дала три концерта в североамериканских залах впервые за три года. В октябре группа выступила на Saturday Night Live. Зрители были потрясены, ожидая увидеть в основном исполнение традиционных для группы рок-песен, получив вместо этого играющего на электронных инструментах Джонни Гринвуда и хаотично танцующего под «Idiotique» Тома Йорка. В ноябре 2001 года Radiohead выпустили концертный мини-альбом I Might Be Wrong: Live Recordings, содержащий концертные записи с выступлений группы в поддержку альбомов Kid A и Amnesiac.

## Отзывы критиков
| Совокупная оценка    | Совокупная оценка |
| Источник             | Оценка            |
| -------------------- | ----------------- |
| Metacritic           | 80/100            |
| Оценки критиков      |                   |
| Источник             | Оценка            |
| Chicago Sun-Times    | [ 37 ]            |
| Entertainment Weekly | B+                |
| The Guardian         | [ 39 ]            |
| Melody Maker         | [ 40 ]            |
| NME                  | 7/10              |
| Pitchfork Media      | 10/10             |
| Q                    | [ 43 ]            |
| Rolling Stone        | [ 12 ]            |
| Spin                 | 9/10              |
| The Village Voice    | A−                |

Kid A очень удивил многих слушателей, которые ожидали услышать больше гитарного звучания в исполнении группы. За несколько месяцев до его выпуска в Melody Maker писали: «Если есть одна группа, которая обещает вернуть нам рок, то это Radiohead». После того, как новый альбом был представлен критикам, в газете The Guardian написали следующее: «Когда вы слушаете Kid A в первый раз…вы чешете свой затылок и думаете: Хм? О чём это они вообще? Во-первых, почему гитары присутствуют только на трёх песнях? Что происходит со всеми этими электронными гудениями и пульсациями? И почему голос Тома Йорка совершенно неразличим большую часть времени?»
Первые рецензии имели смешанный характер. В Mojo писали, что «при первом прослушивании Kid A звучит просто невыносимо», а нью-йоркский романист Ник Хорнби критиковал слишком «затемнённый» вокал и отсутствие гитар: «Альбом является болезненным доказательством того, что есть своего рода результатом, потакающим собственным слабостям в странном виде анонимности, скорее, чем каким-нибудь оригинальным и самобытным». Критик из Melody Maker Марк Бомонт в своей негативной рецензии назвал альбом «упитанным и показным», добавив: «Неужели они пытаются протолкнуть экспериментальный рок, не зная о том, что до них, это всё уже было вспахано и вырыто DJ Shadow и Брайаном Ино?».
AllMusic дал альбому благоприятную оценку, отметив, что «он не является ни настолько же дальновидным и потрясающим как OK Computer, ни в состоянии того, чтобы убить время, стоящего того, чтобы в него погрузиться». New Musical Express также дали альбому весьма положительную оценку, но при этом охарактеризовав некоторые песни как слишком «извилистые» и «разочаровывающие».
Дэвид Фрике, из Rolling Stone, назвал Kid A «намеренно чернильным, часто раздражающим и навязчивым произведением», но при этом отметив: «это популярная музыка…музыка сверкающая лукавством и честной болью, которая будет хорошо чувствовать себя под вашей кожей, как только вы ей позволите попасть туда». The Village Voice назвали альбом «косым», но в то же время «невероятно красивым». Spin и вовсе признали альбом «самым лучшим и смелым из всех альбомов Radiohead», а Pitchfork дали альбому наивысший балл.
Kid A был признан одним из лучших музыкальных альбомов в период с 2000 по 2009 годы, по версии многих публикаций, включая Los Angeles Times, Spin, Melody Maker, Mojo, NME, Pitchfork, Q Magazine, Uncut и The Times. В 2001 году, альбом удостоился номинации на премию Грэмми в категории «Альбом года» и «Лучший альтернативный альбом». Последняя номинация позволила участникам группы стать обладателями статуэтки.

## Список композиций
Слова и музыка всех песен — (за исключением некоторых случаев) написаны группой Radiohead (Томом Йорком, Джонни Гринвудом, Колином Гринвудом, Эдвардом О'Брайеном и Филом Сэлуэем).
| №                   | Название                                            | Длительность |
| ------------------- | --------------------------------------------------- | ------------ |
| 1.                  | «Everything in Its Right Place»                     | 4:11         |
| 2.                  | «Kid A»                                             | 4:44         |
| 3.                  | «The National Anthem»                               | 5:51         |
| 4.                  | «How to Disappear Completely»                       | 5:56         |
| 5.                  | «Treefingers»                                       | 3:42         |
| 6.                  | «Optimistic»                                        | 5:15         |
| 7.                  | «In Limbo»                                          | 3:31         |
| 8.                  | «Idioteque» (Radiohead, Пол Лански, Артур Крейгер)  | 5:09         |
| 9.                  | «Morning Bell»                                      | 4:35         |
| 10.                 | «Motion Picture Soundtrack» (включает скрытый трек) | 7:01         |
| Общая длительность: | Общая длительность:                                 | 49:51        |

| №   | Название                                                                                  | Длительность |
| --- | ----------------------------------------------------------------------------------------- | ------------ |
| 1.  | «Everything in Its Right Place» (BBC Radio 1 evening session, 15/11/00)                   | 6:04         |
| 2.  | «How to Disappear Completely» (BBC Radio 1 evening session, 15/11/00)                     | 6:37         |
| 3.  | «Idioteque» (BBC Radio 1 evening session, 15/11/00)                                       | 4:12         |
| 4.  | «The National Anthem» (BBC Radio 1 evening session, 15/11/00)                             | 4:44         |
| 5.  | «Optimistic» (Lamacq Live in Concert: парк Виктории, Уоррингтон, Чешир, Англия, 02/10/00) | 4:39         |
| 6.  | «Morning Bell» (Live at Canal+ Studios, Париж, Франция, 28/04/01)                         | 4:26         |
| 7.  | «The National Anthem» (Live at Canal+ Studios, Париж, Франция, 28/04/01)                  | 5:01         |
| 8.  | «How to Disappear Completely» (Live at Canal+ Studios, Париж, Франция, 28/04/01)          | 5:57         |
| 9.  | «In Limbo» (Live at Canal+ Studios, Париж, Франция, 28/04/01)                             | 4:42         |
| 10. | «Idioteque» (Live at Canal+ Studios, Париж, Франция, 28/04/01)                            | 4:13         |
| 11. | «Everything in Its Right Place» (Live at Canal+ Studios, Париж, Франция, 28/04/01)        | 6:43         |
| 12. | «Motion Picture Soundtrack» (Live at Canal+ Studios, Париж, Франция, 28/04/01)            | 3:55         |
| 13. | «True Love Waits» (из I Might Be Wrong: Live Recordings, 2001)                            | 5:05         |

## Участники записи
Radiohead
- Том Йорк — вокал, гитара, клавишные, программирование, бас-гитара (3), орган (10)
- Джонни Гринвуд — гитара, клавишные, Волны Мартено, семплинг, программирование
- Эд О’Брайен — гитара
- Колин Гринвуд — бас-гитара
- Фил Селуэй — ударные, перкуссия

Дополнительные музыканты
- Энди Буш — труба (3)
- Энди Хэмильтон — тенор-саксофон (3)
- Стив Хэмильтон — альт-саксофон (3)
- Стэн Харрисон — баритон-саксофон (3)
- Мартин Хэтауэй — альт-саксофон (3)
- Майк Кирсли — бас-тромбон (3)
- Лиам Кёркмэн — тромбон (3)
- Марк Локхарт — тенор-саксофон (3)
- Оркестр Св. Джона — струнные (4)

Технический персонал
- Джон Лаббок — дирижёр
- Пол Ланскай — семпл «Mild und Leise» (8)
- Артур Крейгер — семпл «Short Piece» (8)
- Найджел Годрич — продюсер, инжиниринг, микширование, бубен (7)
- Генри Биннс — ритмовый семплинг (3)
- Крис Блэр — мастеринг
- Грейми Стюарт — инжиниринг
- Джерард Наварро — инжиниринг

Производство
- Стэнли Донвуд — художественное оформление, упаковка

## Позиции в чартах

### Коммерческая эффективность
Альбом достиг первой строчки в рейтинге продаж на Amazon, с более чем 10 000 предварительных заказов. В Великобритании альбом был продан тиражом в 55 000 копий в первый день релиза, что сделало альбом самым продаваемым в первые дни релиза, среди остальных альбомов чарта вместе взятых. Альбом дебютировал на первых строчках чартов Великобритании, США, Франции, Ирландии, Новой Зеландии и Канады. Это было в первый раз за три года, когда британский исполнитель или группа занимали первую строчку в американском чарте Billboard 200. Европейские продажи альбома замедлились 2 октября 2000 года, в день выпуска, когда 150 000 неисправных копий диска были отозваны EMI.
| Чарт (2000)            | Высшая позиция |
| ---------------------- | -------------- |
| UK Albums Chart        | 1              |
| Billboard 200          | 1              |
| Australia              | 2              |
| Austria                | 5              |
| Belgium (Dutch)        | 3              |
| Belgium (French)       | 4              |
| Canada                 | 1              |
| France                 | 1              |
| German Long-play Chart | 4              |
| Ireland                | 1              |
| Italy                  | 3              |
| Netherlands            | 4              |
| New Zealand            | 1              |
| Sweden                 | 3              |
| Switzerland            | 8              |